# Якуб Салімов
Якуб Салі́мов, також Йокуб Салімов (тадж. Яъқуб Салимов, перс. یعقوب سلیموف, рос. Якуб Салимов, н. 1956, Вахський район, Таджицька РСР) — таджикистанський польовий генерал, міністр МВС Таджикистану з грудня 1993 по 1995 рік. Салімов був одним із найвпливовіших командирів Народного фронту Таджикистану, який 1992 року привів до влади нинішнього президента Таджикистану Емомалі Рахмона.

## Життєпис
Салімова вважають причетним до контрабанди та рекету в часи СРСР. Він мав дві судимості за кримінальними статтями. Зокрема, 1985 року Салімов викрав двох дівчат з метою викупу, за що його заарештували в кафе «Пінгвін» у Душанбе. Дістав за це ув'язнення, але звільнився раніше. Разом із Рауфом Салієвим був впливовою особою у кримінальних колах півночі Душанбе.
Салімов був співорганізатором лютневих заворушень 1990 року в Душанбе, що мали на меті повалення першого секретаря ЦК Таджикистану Кахара Махкамова.
Навесні 1992 року на двох центральних площах Душанбе Озоді та Шахідон почалися мітинги, Салімов організував зустріч понад 100 людей, які домовилися, що докладуть усіх зусиль, щоби не пролилася кров. Салімов з друзями поставили намет між площами і заявили, що якщо мітингувальники однієї площі підуть проти другої, то їм доведеться пройти через їхні трупи. Через це невідомі кинули кілька гранат у будинки Салімова, ніхто з членів його родини не постраждав. Під час затримання Салімову вдалося втекти від міліції, але пізніше його затримали й засудили за участь у масових заворушеннях у Душанбе. На волю він вийшов після приходу до влади противника Махкамова — президента Рахмона Набієва, коли в Таджикистані почалася громадянська війна.
У 1990-ті Салімов займався бізнесом, а за даними ЗМІ — також і рекетом.
У червні 1992 року Салімов повернувся додому до Вахського району, де за кілька днів до цього внаслідок чисток убито сотні жителів, які не підтримали опозицію. Салімов очолив місцевий загін самооборони і взяв роль керівника санітарно-похоронної команди. Проводив переговори з лідерами опозиції, щоби повернути додому біженців та зупинити вбивства. 1992 року з товаришами, спортсменами з навколокримінального середовища з числа опозиції входив до опозиційного Фронту порятунку Вітчизни. У грудні 1992 року він першим із командирів Народного фронту увійшов до Душанбе, місто на той час покинули основні сили опозиції. Салімов закликав своїх колишніх товаришів скласти зброю в обмін на життя.
Після цього він став лідером Народного фронту Таджикистану, воєнізованого угруповання, яке воювало на боці уряду. Салімов керував угрупованням Кулабі, тому що учасники його банди мали Кулабське коріння і мала доступ до зброї та грошей з регіону.
Влітку 1997 року, під час поїздки президента до Худжанда, Салімов закрив своїм тілом президента Рахмона, коли в його бік кинули гранату. Тоді ж Салімов виступив проти примирення з опозицією. Восени 1997 року між людьми Салімова та Суроба Касимова сталися бойові зіткнення.
За деякий час стався інцидент: будинок Салімова в Душанбе обстріляли невідомі, після чого його оточили танки дислокованої в Таджикистані 201-ї російської мотострілецької дивізії. Салімов намагався зв'язатися з президентом, але без успіху, після цього він залишив країну. Його звинуватили в спробі державного перевороту. 2003 року Салімова за запитом Душанбе заарештували в Москві і екстрадували до Таджикистану, РФ видала Салімова під гарантії незастосування щодо нього страти після пів року переговорів. До арешту він жив у ОАЕ та Туреччині.

### Державна служба
У грудні 1993 року став міністром внутрішніх справ Таджикистану у віці 34 років, з цією ідеєю виступив Сангак Сафаров. Сам Салімов спершу відмовився від посади, але згодом погодився з умовою, що як тільки збройні формування Народно-демократичної армії витіснять із країни, він піде з посади.
Як новий міністр Салімов створив батальйон особливого призначення, який 10 грудня 1992 року увійшов до Душанбе з півночі, півдня та сходу. Біля будівлі МВС загін під керівництвом Салімова зустріли шквальним вогнем, почався бій. Увечері того ж дня Салімов на екранах державного телебачення заявив, що уряд, обраний на 16-й сесії в Худжанді, увійшов у Душанбе. Протягом наступних днів збройні формування відступили Схід, але громадянська війна в Таджикистані лише набирала обертів.
Салімов чотири рази подавав у відставку з посади міністра, але тричі йому відмовляли. Врешті, 1995 року, його заяву задовольнили й звільнили з посади міністра, призначивши послом у Туреччині.
1995—1997 — очолював Митний комітет країни.

## Розслідування
2005 року Салімова засудили на 15 років за зраду батьківщини, змову з метою захоплення влади, бандитизм, зловживання службовим становищем. Рішенням суду, що відбувався в закритому режимі, його позбавили військових звань і державних нагород. У серпні 2011 року, з нагоди 20-річчя незалежності Таджикистану, термін ув'язнення Салімову скоротили на 2 роки.
Салімов вийшов на волю 21 червня 2016 року, провівши в СІЗО 13 років. До тюрми його так і не переводили.

## Родина
- Абубакр Салимов — син[13]